# Midgardgletscher
Il Midgardgletscher è un ghiacciaio della Groenlandia; si trova nell'entroterra, alla fine del fiordo di Sermilik. È situato nella Terra di Re Cristiano IX, in prossimità del Circolo polare artico, a sud del Monte Forel, a circa 66°00'N 37°55'O; appartiene al comune di Sermersooq. È uno dei pochi posti al mondo ancora inesplorati: tra l'ottobre e il novembre del 2003 un pezzo del ghiacciaio venne distrutto per 15–20 km e il fondo della valle venne liberato, ma perfino gli inuit della zona non se ne accorsero se non dopo molto tempo.

## Storia alpinistica
Il ghiacciaio fu attraversato per la prima volta il 3 agosto 1968, durante la spedizione "Alessandria 68", da cinque alpinisti della sezione alessandrina del CAI (Roberto Barberis, Mario Bonzano, Mario Pesce, Bruno Porcelli, Carla Soria Testera e Giancarlo Testera); nell'occasione si osservarono crepacci con larghezza fino a 40–50 m e profondità fino 70–80 m: furono altresì osservati falsi fondi.